# San Fili
San Fili è un comune italiano di 2 418 abitanti della provincia di Cosenza.

## Geografia fisica
Il territorio è sito a ridosso del versante orientale della Catena costiera. Comprende la cima del monte Luta (1231 metri) ed il torrente Emoli. Il borgo si dispone prevalentemente su tre colli.

## Storia
Il paese un tempo denominato Terra Sancti Felicis, presumibilmente in onore di san Felice, santo alla quale la popolazione fu devota nella chiesa parrocchiale di quel tempo. La denominazione San Fili avvenne successivamente e nel XV secolo il paese divenne parte della contea di Rende appartenente ai dogi Adorno di Genova dal 1445 al 1529. Dal 1532 Rende (e quindi San Fili) fu innalzata a marchesato ed infeudata a Ferrente de Alarcone.
San Fili ha una frazione e due contrade d'una certa rilevanza: la frazione Bucita e le contrade Frassino e Cozzi. Hanno reso illustre San Fili Vincenzo Miceli professore di Diritto Costituzionale e poi di Filosofia del Diritto nelle Università di Pisa, Palermo, e Perugia, ed ancora Alfonso Miceli, suo fratello (1855-1940) presidente della corte di Appello di Napoli, entrambi nativi di San Fili ed appartenenti alla omonima famiglia baronale dei Miceli di Serradileo. In tempi più recenti dal Barone Marcello Miceli (1918-1992) Gentiluomo di Sua Santità Paolo VI, Giovanni Paolo I, e Giovanni Paolo II, e Cavaliere di Grazia e Devozione del Sovrano Ordine di Malta.
Diversi sanfilesi sono emigrati in Canada e negli Stati Uniti d'America, ed un notevole numero anche in America del Sud (Argentina e Brasile su tutti), oltre a molti emigrati in nazioni europee come Germania e Svizzera. Oggi i discendenti di emigranti sanfilesi sono un nutrito numero; ne è un esempio la comunità canadese che risulta aver raggiunto le 6.000 unità.

## Monumenti e luoghi d'interesse

### Architetture religiose[4]
- Della chiesa Madre Santissima Annunziata ci sono documenti che ne attestano la presenza già nel 1304. Don Saverio Ricciulli di Rogliano tramite un progetto di ricostruzione e di avanzamento della chiesa tra il 1748 al 1802 ne migliorò la struttura. La chiesa è composta da una pianta a croce latina con tre navate e la facciata barocca. L'interno è composto da uno coro ligneo scolpito e da eccellenti opere del tardo settecento. Notevoli sono un crocefisso del Frangipane di ottima fattura e le opere su quattro dipinti degli Evangelisti del sanfilese Antonio Granata. Il campanile al lato della chiesa danneggiato nel tempo dai terremoti, è costituito da un grande orologio costruito nei primi dell'Ottocento dai fratelli Blasi.
- La chiesa del Ritiro chiamata precedentemente Santa Maria degli Angeli, edificio del XVII secolo. Utilizzata nel XIX secolo dai Fraticelli Ritiranti e adibita a chiesa con attiguo cimitero verso la fine dell'800. All'interno le opere più importanti sono la statua della Madonna degli Angeli realizzata da parte di un allievo del Gagini, e un crocefisso processionale in legno del 1600. La chiesa ha riaperto nel 1996 dopo essere stata restaurata per i danni dovuti al terremoto degli anni '80.
- La chiesa dello Spirito Santo si trova nell'omonimo quartiere, la struttura della stessa è ad unica navata degli inizi del XVII secolo, con un campanile e un portale baroccheggiante tufaceo. Sopra il portale è raffigurato un dipinto di San Francesco di Paola del 1854, prodotto dai sanfilesi dopo essere scampati ad un terremoto. Le opere più importanti all'interno un busto ligneo di San Francesco di Paola, la tela di Antonio Granata e alcuni affreschi di Raffaele Rinaldi.
- La chiesa di Sant'Antonio Abate edificata nel XVI secolo fu usata per usi disparati. Di importanza artistica soprattutto per il soffitto in travi di legno a vista e il notevole dipinto di Raffaele Rinaldi.
- La chiesa del Carmine edificata tra il 1919 e il 1920 per volontà di Don Salvatore Apuzzo, che si impegnò nella raccolta delle offerte nella popolazione sanfilese e nei paesi circostanti, destinate alla costruzione della chiesa e al successivo arrivo della statua della Madonna.
- La chiesa di Santa Lucia costruita verso la fine del XIX secolo su quello che rimaneva di un'antica cappella, nella zona dove predicò l'Abate Gioacchino da Fiore nel XII secolo.
- È del 1666 la prima notizia sulla chiesa dell'Immacolata Concezione[5], che appare dotata di tutto il necessario per la celebrazione della messa. La chiesa della Concezione si presenta a navata unica. Nel prospetto principale, coronato da un sobrio timpano triangolare, si apre un portale ad arco, in pietra tufacea. Sopra la chiave di volta è ancora conservata la targa con iscrizione latina. Nella parte superiore campeggia una monofora con cornice mistilinea. A fianco della chiesa si erge la torre campanaria a pianta quadrata.  vi sono una statua seicentesca dell’Immacolata Concezione, di notevole pregio artistico, collocata sull’Altare Maggiore, un busto ligneo di San Giuseppe col Bambino (XVIII secolo), gli scranni lignei dove sedevano i membri dell’antica Confraternita dell’Immacolata Concezione, realizzati nel Settecento da maestranze locali, un elegante confessionale in legno del XVIII secolo ed uno splendido crocifisso di fine Ottocento.

## Cultura

### Tradizioni
Il comune di San Fili viene conosciuto come "paese delle magare", creature identificate nella maggior parte del Sud Italia come streghe. In realtà non sono delle fattucchiere: a San Fili le "magare" erano quelle donne che oggi chiameremmo naturopate o erboriste. Con la differenza che oltre alla conoscenza di erbe e rimedi naturali, dal canto loro hanno saggezza popolare, una forte religiosità e un fascino suggestionante.

### Eventi
Nel mese di agosto si tiene una manifestazione culturale ed enogastronomica chiamata "Notti delle magare".

### Cucina
Pasta e patate ara tijeddra, majatica, cuddruriaddri e vecchiareddre, turdiddri, chjina, pallone di fichi, crocette di fichi

## Società

### Evoluzione demografica
Abitanti censiti

## Economia
L'economia del territorio è prevalentemente basata sullo sfruttamento intelligente dei boschi.

## Infrastrutture e trasporti
Il corso principale del paese è via XX Settembre.
La strada statale 107 Silana Crotonese collega nel raggio di 20 chilometri il territorio di San Fili a Cosenza, all'Università della Calabria, all'autostrada A2 Salerno-Reggio Calabria, a Paola.

## Amministrazione

### Gemellaggi
- Itambé

## Sport
- Il San Fili Calcio 1926 milita nel campionato di Prima categoria calabrese

## Galleria d'immagini

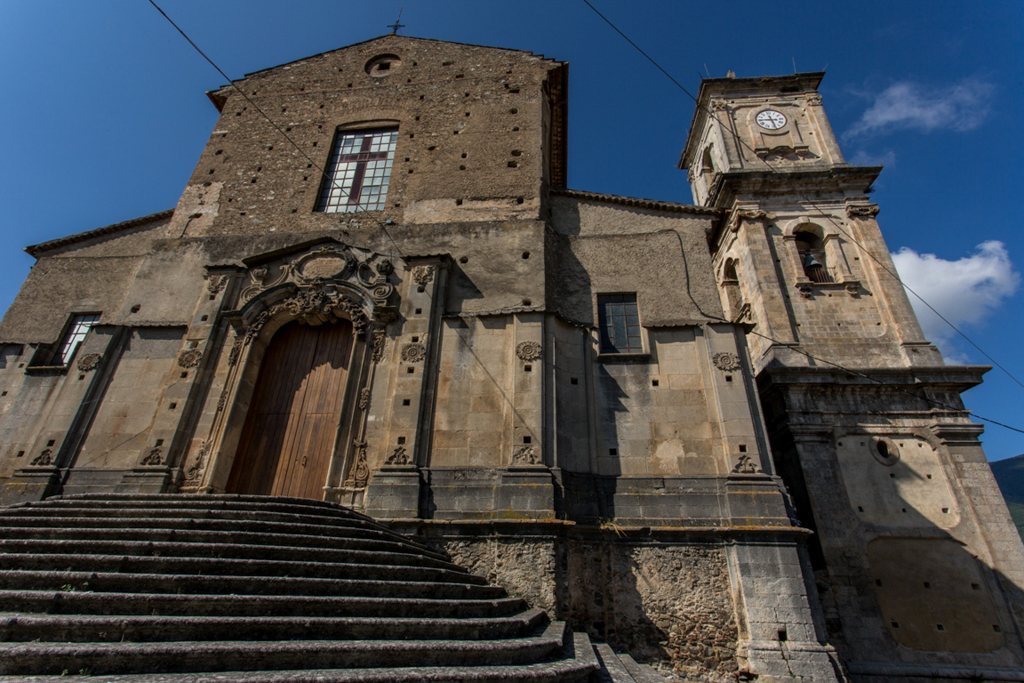
Chiesa Madre Santissima Annunziata
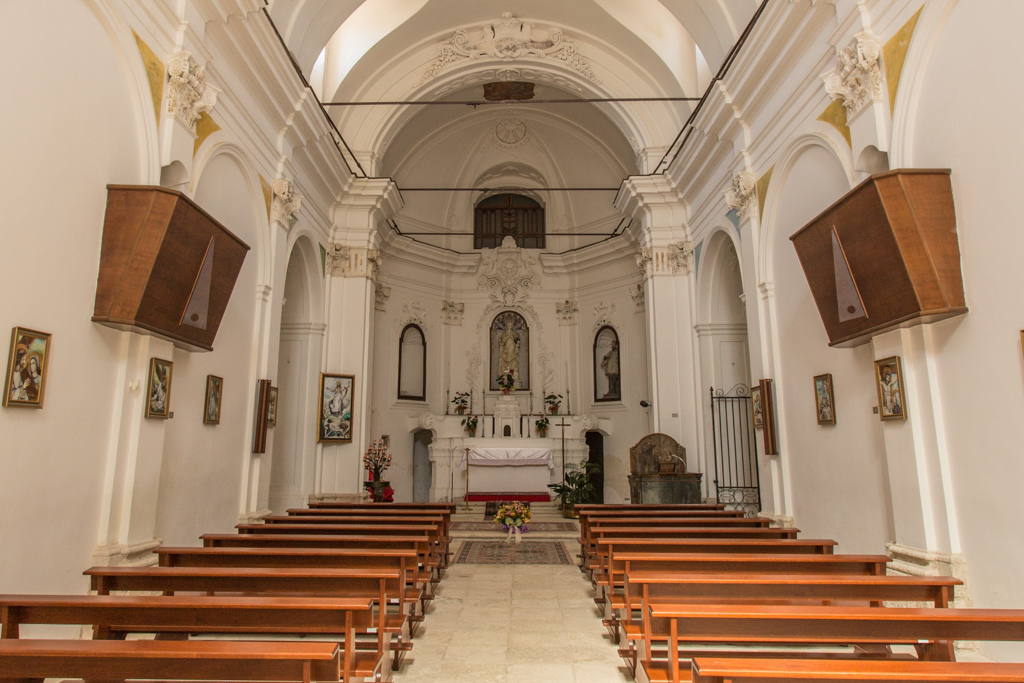
Interno chiesa del Ritiro
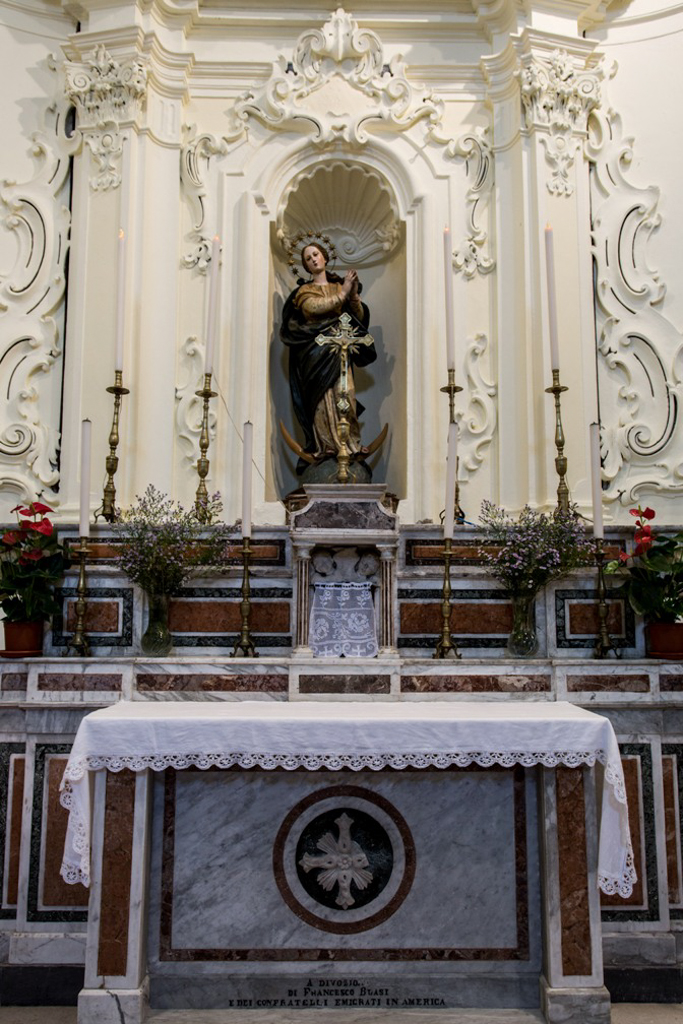
Chiesa dell'Immacolata Concezione
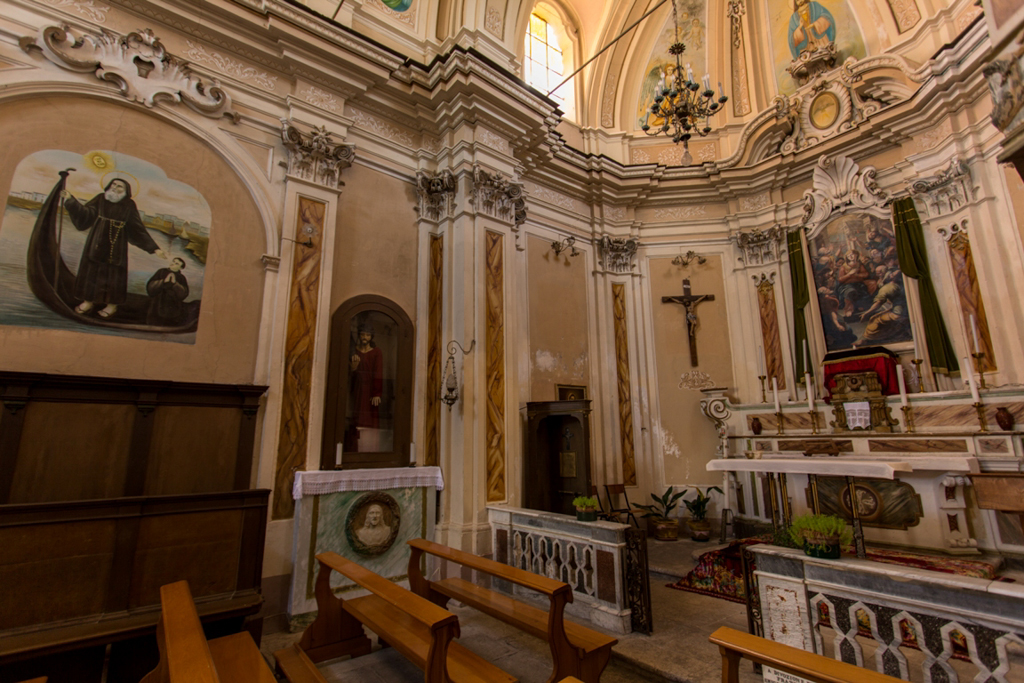
Interno della chiesa Spirito Santo
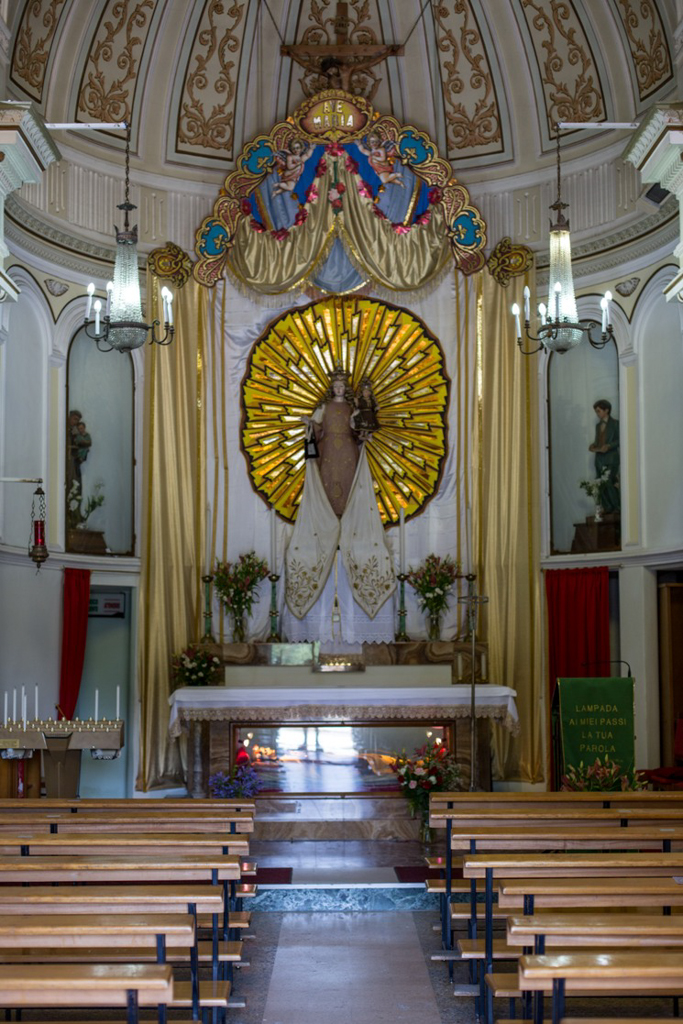
Chiesa della Madonna del Carmelo
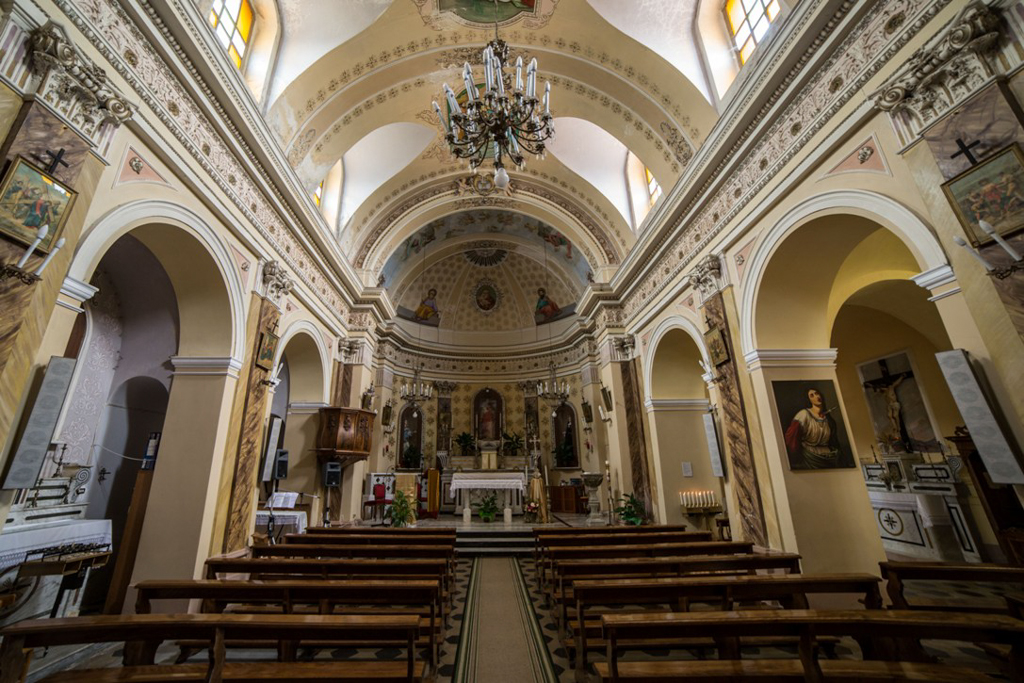
Chiesa di Santa Lucia
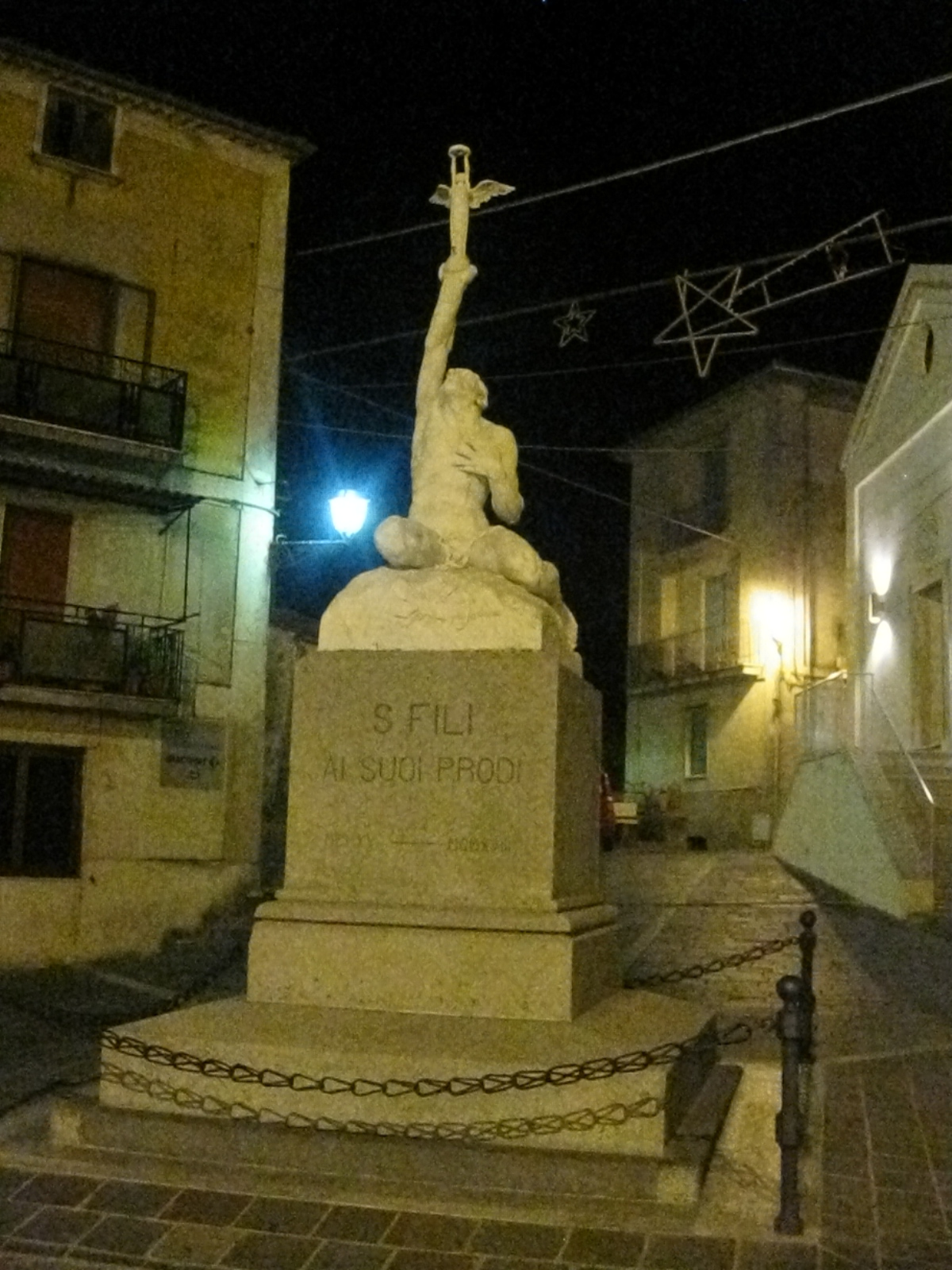
Monumento ai caduti
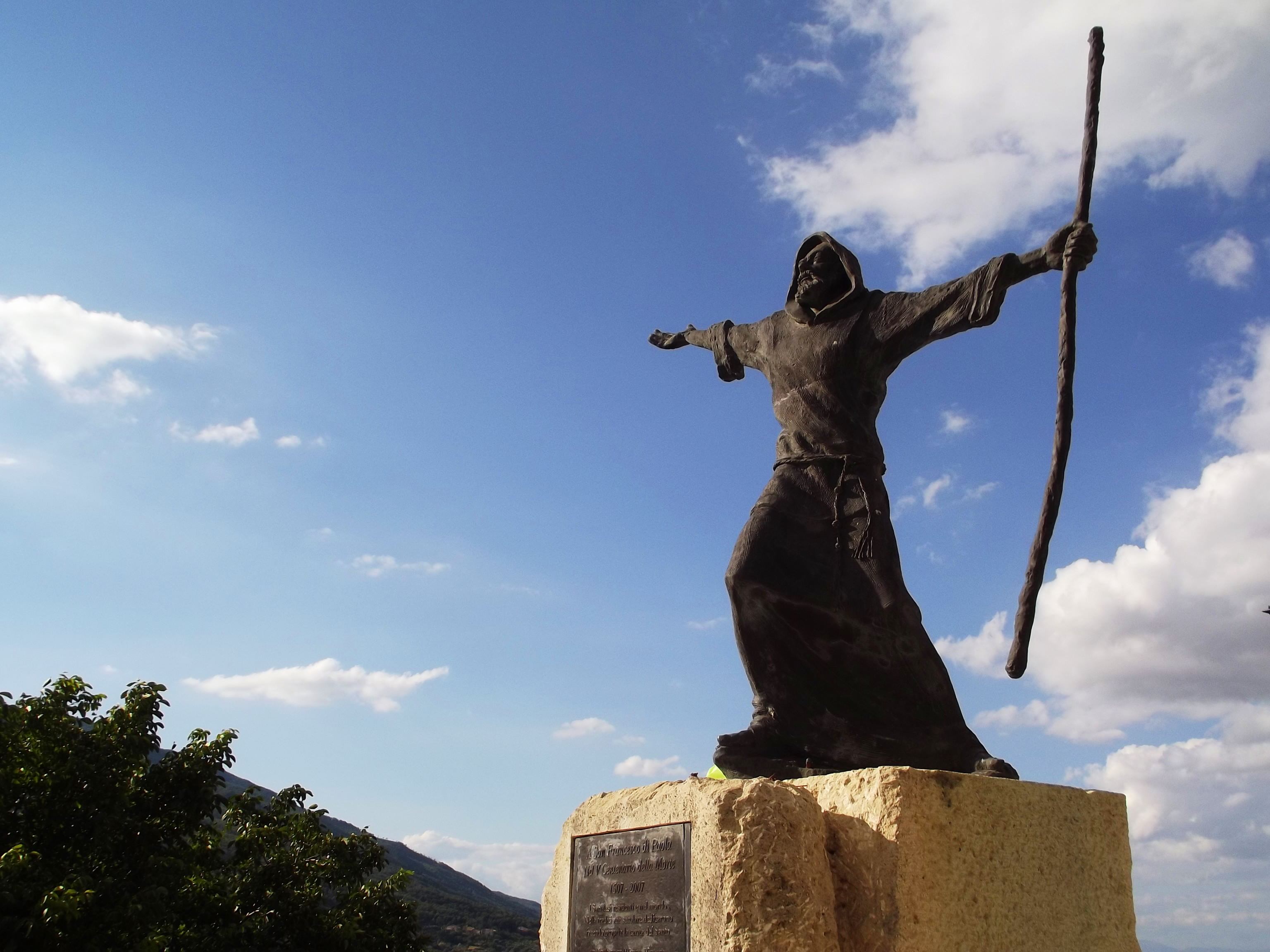
Statua di San Francesco di Paola
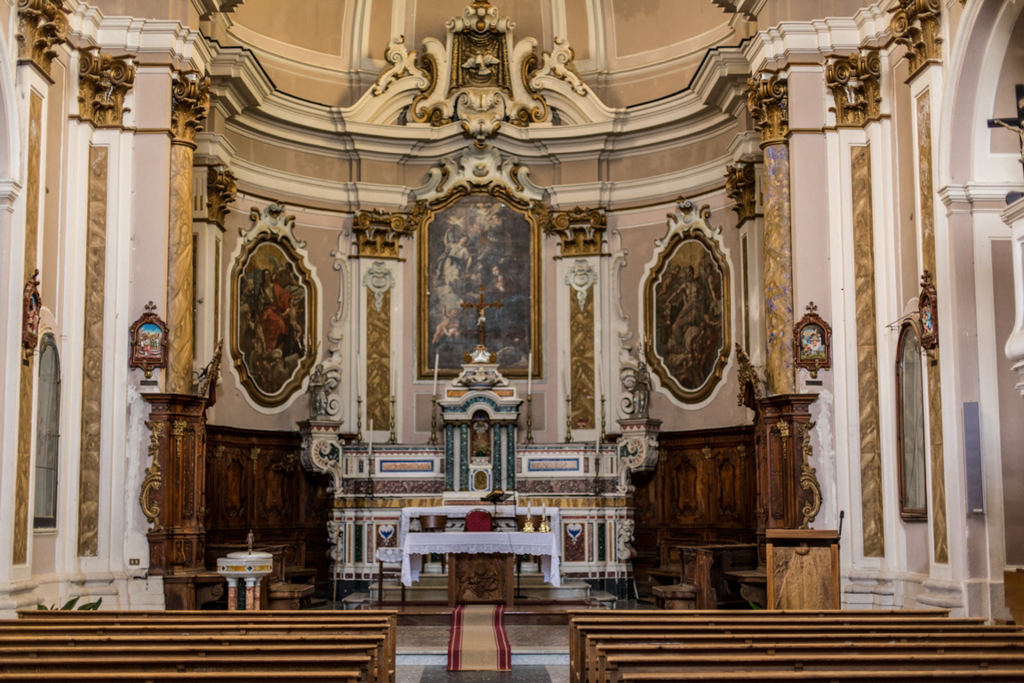
Chiesa Madre Santissima Annunziata
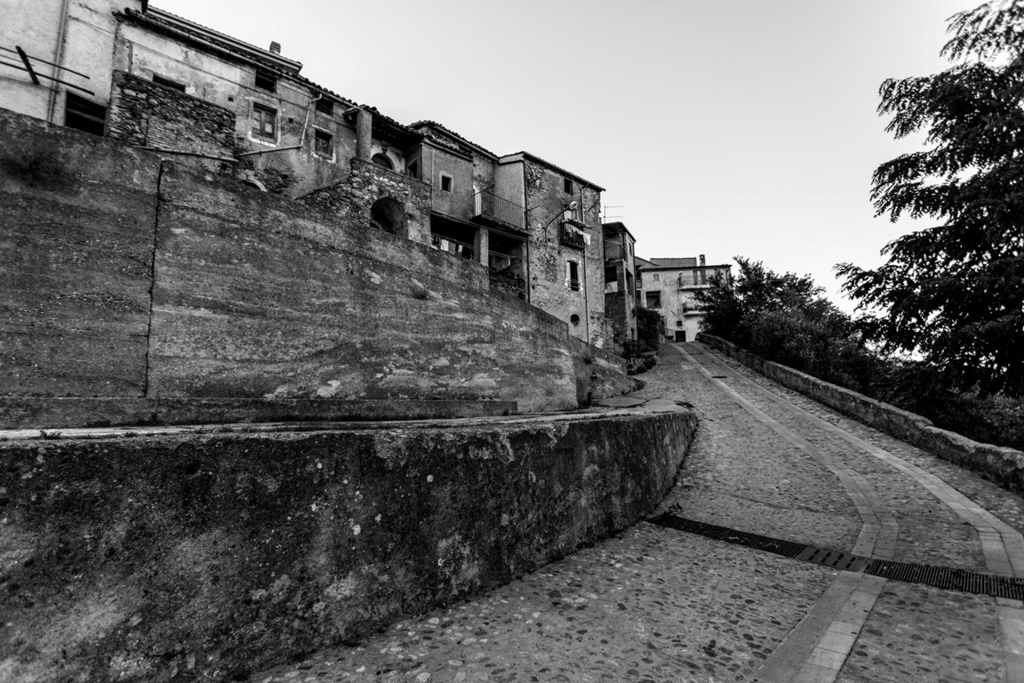
Via Casalini (Bucita)
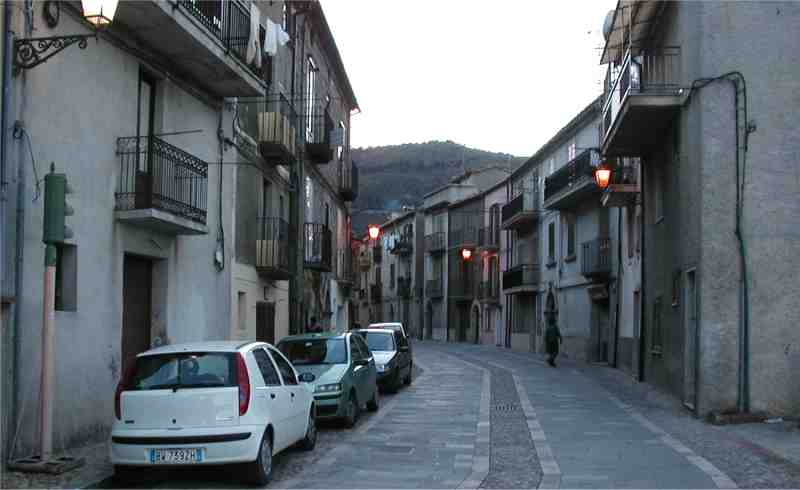
via XX Settembre
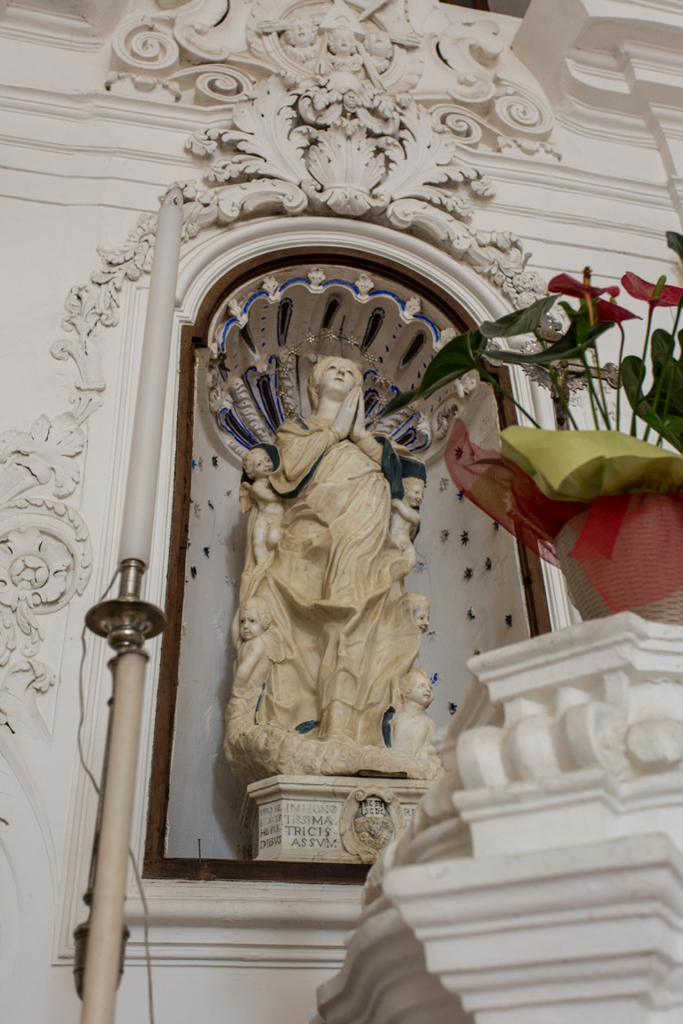
Statua di Santa Maria degli angeli